# Porsche 935

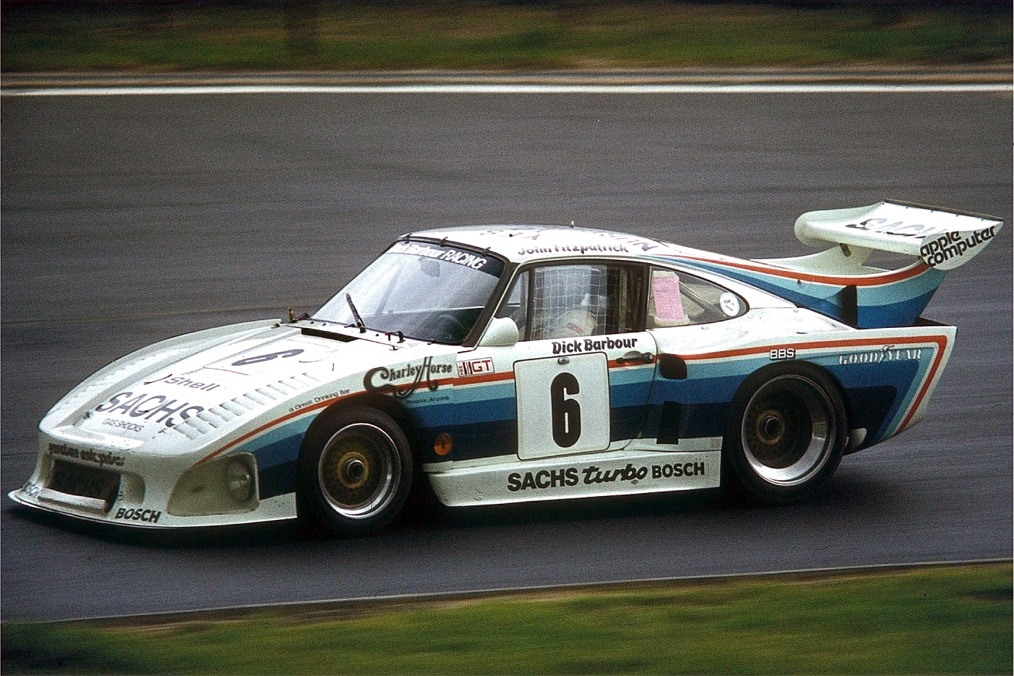
Porsche 935.

El Porsche 935 es un automóvil de carreras basado en el Porsche 930 Turbo de calle. Fue desarrollado para dominar los campeonatos gran turismo, englobándose en el Grupo 5 de 3ª generación, los famosos siluetas, categoría vigente entre 1976 y 1982. Entre sus rivales se encontraban modelos como el Ferrari 512 BB, el BMW M1, el Lancia Beta Montecarlo o el Ford Capri.
Pocos automóviles de competición pueden presumir de un palmarés tan amplio como el del Porsche 935, ya que entre 1976 y 1984 consiguió más de 150 victorias en todo el mundo. En el Campeonato Mundial de Resistencia, el Campeonato IMSA GT o el DRM alemán, era perfectamente habitual ver los 935 copando las primeras posiciones.
Actualmente, su precio oscila entre 60.000 dólares por un 935 normal (motor no incluido), y 600.000 por un Moby Dick (la versión de Le Mans).

## Origen
Respecto al modelo de producción, se realizaron numerosas modificaciones para adaptarlo a la competición, cambiando suspensiones, frenos, montando una carrocería hipertrofiada y cambiando totalmente el morro del coche, eliminando los faros del 911, que fueron a parar a los paragolpes delanteros. El motor también recibió modificaciones destinadas a aumentar la potencia y la fiabilidad en pruebas de larga duración; en la versión de 1976 la potencia rondaba los 600 CV.
En 1977 se sustituyó el único turbocompresor que montaba la versión de 1976 por dos turbos más pequeños; con esto se buscaba disminuir el retardo en la entrega de potencia, consiguiendo además un incremento en la misma de unos 50 CV.
El 935 se hizo muy popular entre los equipos privados, que en numerosas ocasiones le plantaban cara al equipo de fábrica. Entre los preparadores del 935, merece mención la alemana Kremer Racing, que desarrolló el exitoso 935 K3, vencedor de la 24 Horas de Le Mans de 1979, batiendo a los Porsche oficiales y a los prototipos de las otras marcas que participaron en la prueba.

## Le Mans
Para la edición de 1978 de las 24 horas de Le Mans, Porsche desarrolló el 935/78 Moby Dick, el sobrenombre le viene de su carrocería aerodinámica, con su peculiar "cola de ballena", que lleva al límite todas las posibilidades que permitía el reglamento de la FIA. El coche era, gracias a un nuevo chasis, 10 centímetros más bajo que el 935 normal y con una aerodinámica más desarrollada. En el motor también había cambios, montando refrigeración por agua en las culatas. Gracias a las modificaciones aplicadas, la potencia alcanzaba entre 750 y 850 CV, dependiendo de la presión de soplado del turbo, y la velocidad máxima superaba los 365 km/h.
Curiosamente el Moby Dick no ganó en Le Mans a pesar de ser con diferencia el coche más rápido sobre la pista, la menor capacidad de su depósito de combustible y una pérdida de aceite ralentizaron su ritmo a final de carrera e hicieron que solo acabase en octava posición. El Moby Dick solo participó en cuatro carreras, en gran parte debido a la oposición de los equipos privados usuarios del 935. Tras esas cuatro carreras se retiró a descansar en el Museo Porsche, de donde solo sale para alguna exhibición puntual.

## Un 'One-off': 935 Street
En el año 1983 Mansour Oijeh, fundador de TAG Group (acrónimo de Techniques d'Avant Garde, holding que ofrece servicios relacionados con el automovilismo, la aviación y la relojería) encargó a la división Porsche Exclusive una unidad especial del del Porsche 935 con homologación de calle. La citada unidad se construyó desde cero, y en lugar de hacer una modificación oficial a partir de un Porsche 935, el vehículo se realizó a partir de un Porsche 930 Turbo. Sobre esa base los técnicos de Porsche sustituyeron el motor 3.0 turboalimentado original por un motor 3.3 boxer turbo de seis cilindros conocido como 'flat-six', procedente de un Porsche 934. Con él que se lograban mayores prestaciones llegando a los 380 CV y para gestionar el aumento de potencia y adaptar el vehículo a la utilización en carretera se adaptaron  las ruedas, montadas en unas llantas BBS de 15 pulgadas, los frenos y la suspensión. A nivel estético, exteriormente el vehículo se pintó de color rojo brillante, y el interior se realizó de cuero color crema. Además se instalaron elementos de confort que naturalmente no estaban presentes en los vehículos de competición como un sistema de sonido Clarion. El vehículo se vendió años después y su localización, estado y valoración actuales son desconocidas.

## Ficha técnica

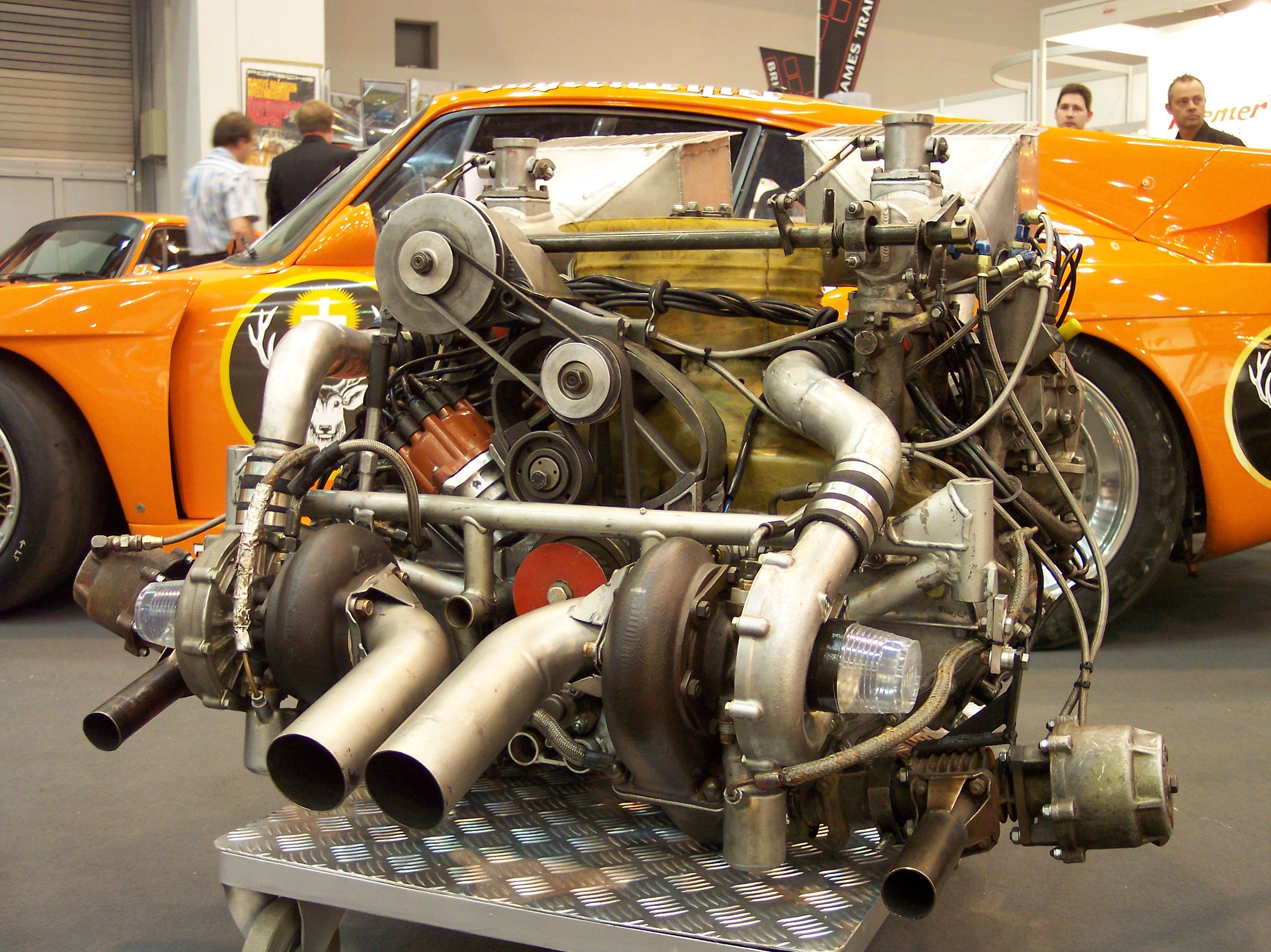
Motor biturbo del 935.

Datos del modelo 935/78
- País de origen: Alemania
- Periodo de fabricación: 1976-1981

### Motor
- Tipo: 930/78 B 6
- Disposición: Trasero longitudinal
- Cilindrada: 2.994 cc
- Cilindros: 6 horizontales opuestos (bóxer)
- Diámetro x carrera: 95,0 × 70,4 mm
- Compresión: 6,5 a 1
- Refrigeración: Por aire
- Potencia/régimen: 675CV 8.000 rpm
- Alimentación: Inyección Bosch
- Aspiración: Dos turbos KKK
- Distribución: SOHC, dos válvulas por cilindro
- Combustible: Gasolina

### Transmisión
- Tracción: Trasera
- Caja de cambios: 930/50 Manual de 4 velocidades

### Bastidor
- Carrocería: Coupé de competición (Siluetas - Grupo 5)
- Tipo: Acero con carrocería en paneles de fibra de vidrio
- Suspensión delantera: McPherson, con brazo inferior y barra antibalanceo ajustable
- Suspensión trasera: Doble brazo con muelles, amortiguadores y barra antibalanceo ajustable
- Dirección: Cremallera y piñón de dirección
- Frenos: Discos ventilados y perforados a las cuatro ruedas

### Medidas
- Vías:
  - Delantera: 1.501 mm
  - Trasera: 1.557
- Batalla: 2.271 mm
- Peso en vacío: 1.025 kg

### Prestaciones
- Velocidad máxima: 360 km/h